# Natascha Badmann
Natascha Badmann est une triathlète suisse née le 6 décembre 1966 à Bâle. Première triathlète européenne à remporter le titre de championne du monde d'Ironman, elle remporte ce titre à six reprises en 1998, 2000, 2001, 2002, 2004 et 2005.

## Biographie

### Jeunesse
Surnommée « Miss Swiss » Natasha Badmann commence sa carrière de manière atypique. À l'âge de 17 ans, elle devient mère d'une fille (Anastasia) et travaille par la suite comme secrétaire. Le tournant dans sa vie se produit en 1989 quand elle rencontre l'ancien triathlète et entraîneur Toni Hasler, son partenaire et entraîneur dans l'avenir. Tony Hasler révèle bientôt les talents de Natasha Badmann pour les sports d'endurance et favorise leur développement.

### Carrière en triathlon
Dès le début des années 1990, Natasha Badmann prétend aux podiums lors des mondiaux de duathlon notamment et termine quatrième à la Coupe du Monde 1992. En 1995, 1996 et 1997, elle remporte les championnats d'Europe et du monde de duathlon. En 1996, elle participe également pour la première fois à l'Ironman à Kailua-Kona elle arrive deuxième, battue par la tenante du record Paula Newby-Fraser.
Jusqu'en 1997 elle reste semi-professionnelle et continue de travailler à temps partiel comme assistante sociale à la mairie de Trimbach. Elle décide de devenir professionnelle et de se  concentrer sur le triathlon. Favorite pour l’édition 1997 de l'Ironman Word Championship à Hawaï elle abandonne la course à la suite de crampes d'estomac. En 1998 et à 29 ans, elle est finalement la première Européenne à remporter la plus prestigieuse des courses de triathlon. Grâce à ce succès, elle est élue sportive suisse de l'année.
Elle consacre l’année 1999 à la préparation des Jeux olympiques de 2000, mais la distance olympique de 1,5 km de natation, 40 km de vélo et 10 km de course s'avère inadaptée à son profil de triathlète longue distance, elle décide de ne pas participer à ces jeux et axe toute sa préparation sur la distance Ironman. Dans les années qui suivent, elle impose sa domination sur l'Ironman Word Championship, qu'elle gagne en 2000, 2001 et 2002. Elle est élue pour la deuxième fois sportive suisse de l'année. En 2004, terminant en deuxième position, elle obtient son cinquième titre de championne du monde d'Ironman après la disqualification de l’Allemande Nina Kraft, qui sera convaincue de dopage à l'EPO. Elle remporte en 2005 son sixième titre devant l'Australienne Michellie Jones. Lors de l’édition 2007, elle chute lourdement dans la partie vélo, à plus de cinquante kilomètres à l'heure et se fracture les deux épaules. Après une longue et difficile rééducation, elle reprend la compétition sur distance courte et moyenne, mais il lui faut trois ans et demi après son grave accident pour revenir sur sa distance de prédilection et prendre part de nouveau à un Ironman.

### Vie privée et reconversion
Natascha Badmann vit avec Toni Hasler et continue de participer à des compétitions internationales tout en travaillant dans un centre de formation des métiers du sport. Quadrilingue (allemand, anglais, français, italien), elle est également nommée « Ambassadeur de bonne volonté » à l'UNICEF. En avril 2012, elle remporte pour la quatrième fois l'Ironman Afrique du Sud et en juin 2014, en prenant la 15e place de l'Ironman Frankfurt en Allemagne elle peut prétendre à une 15e participation à l'Ironman de Kona.

## Palmarès
Le tableau présente les résultats les plus significatifs (podium) obtenus sur le circuit international de triathlon depuis 1994.
| Année | Compétition                                       | Pays           | Position           | Temps           |
| ----- | ------------------------------------------------- | -------------- | ------------------ | --------------- |
| 2020  | Ironman 70.3 Oman                                 | Oman           | Médaille d'argent  | 4 h 41 min 24 s |
| 2019  | Ironman 70.3 Goa                                  | Inde           | Médaille d'or      | 5 h 18 min 49 s |
| 2019  | Ironman 70.3 Oman                                 | Oman           | Médaille d'argent  | 4 h 39 min 24 s |
| 2014  | Ironman Suisse                                    | Suisse         | Médaille d'argent  | 9 h 28 min 37 s |
| 2012  | Ironman Afrique du Sud                            | Afrique du Sud | Médaille d'or      | 9 h 47 min 10 s |
| 2012  | Ironman 70.3 Asie-Pacifique                       | Australie      | Médaille d'argent  | 4 h 30 min 42 s |
| 2012  | Ironman 70.3 Autriche                             | Autriche       | Médaille de bronze | 4 h 24 min 24 s |
| 2011  | Ironman 70.3 Allemagne                            | Allemagne      | Médaille de bronze | 4 h 51 min 39 s |
| 2011  | Ironman Lanzarote                                 | Espagne        | Médaille d'argent  | 9 h 43 min 39 s |
| 2007  | Ironman Afrique du Sud                            | Afrique du Sud | Médaille d'or      | 9 h 22 min 0 s  |
| 2006  | Ironman Afrique du Sud                            | Afrique du Sud | Médaille d'or      | 9 h 46 min 38 s |
| 2005  | Ironman - Championnat du monde à Kailua-Kona      | États-Unis     | Médaille d'or      | 9 h 9 min 30 s  |
| 2005  | Ironman Afrique du Sud                            | Afrique du Sud | Médaille d'or      | 9 h 23 min 51 s |
| 2004  | Ironman - Championnat du monde à Kailua-Kona      | États-Unis     | Médaille d'or      | 9 h 50 min 4 s  |
| 2003  | Ironman - Championnat du monde à Kailua-Kona      | États-Unis     | Médaille d'argent  | 9 h 17 min 8 s  |
| 2002  | Ironman - Championnat du monde à Kailua-Kona      | États-Unis     | Médaille d'or      | 9 h 7 min 54 s  |
| 2001  | Ironman California                                | États-Unis     | Médaille d'or      | 9 h 18 min 49 s |
| 2001  | Ironman - Championnat du monde à Kailua-Kona      | États-Unis     | Médaille d'or      | 9 h 28 min 37 s |
| 2000  | Ironman - Championnat du monde à Kailua-Kona      | États-Unis     | Médaille d'or      | 9 h 26 min 16 s |
| 2000  | Championnat du monde longue distance              | France         | Médaille d'argent  | 7 h 5 min 44 s  |
| 1998  | Ironman - Championnat du monde à Kailua-Kona      | États-Unis     | Médaille d'or      | 9 h 24 min 16 s |
| 1997  | Championnat d'Europe                              | Finlande       | Médaille d'or      | 2 h 13 min 34 s |
| 1997  | Championnats du monde de duathlon longue distance | Suisse         | Médaille d'or      | 7 h 11 min 3 s  |
| 1996  | Ironman - Championnat du monde à Kailua-Kona      | États-Unis     | Médaille d'argent  | 9 h 11 min 19 s |
| 1995  | Championnat d'Europe                              | Suède          | Médaille d'argent  | 2 h 1 min 12 s  |
| 1995  | Championnats du monde de duathlon                 | Mexique        | Médaille d'or      | Timing          |
| 1994  | Championnats du monde de duathlon                 | Australie      | Médaille d'argent  | Timing          |